# Marbla heteropa
Marbla heteropa är en fjärilsart som beskrevs av Collenette 1953. Marbla heteropa ingår i släktet Marbla och familjen tofsspinnare. Inga underarter finns listade i Catalogue of Life.